# Fossillagerstätte Ruin Wash

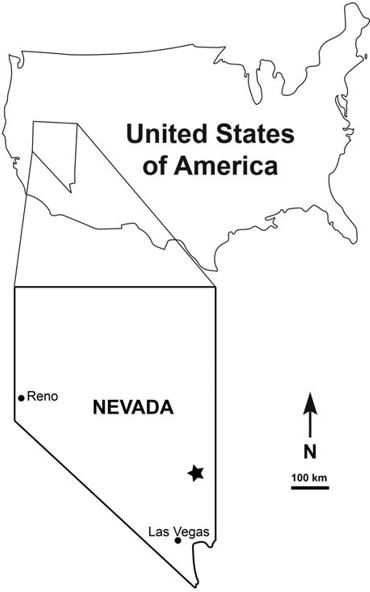
Geographische Lage

Die Ruin Wash Lagerstätte (Pioche Lagerstätte) im Südosten vom Bundesstaat Nevada (USA) umfasst eine große Fülle an exzellent erhaltenen Fossilien vom Kambrium (Stufe 2, Serie 3–4). Aufgrund der großen Menge der Fossilien und deren Erhaltungsgrad kann die Lagerstätte sowohl als Konservatlagerstätte, als auch als Konzentratlagerstätte definiert werden. Die wichtigste Formation ist dabei die Pioche-Formation (516-513 Millionen Jahre), welche das Aussterben der Trilobiten der Gattung Olenellus definiert.

## Geographische Lage
Die Ruin Wash Fossillagerstätte befindet sich im Lincoln County des Bundesstaates Nevada, USA. Das Gebiet erstreckt sich über die westliche Seite des Gebirges „Chief Range“ und liegt 17 km westlich von Panaca. Etwa 18 km nördlich von Panaca befindet sich der Verwaltungssitz Pioche vom Lincoln County, welcher den Namen der Pioche-Formation prägt.

## Geologie

### Geologischer Rahmen
Die Hauptformation der Ruin Wash Fossillagerstätte ist die Pioche-Formation, welche in den Pioche Hills zu Tage kommt. Diese Formation erstreckt sich in einem 60 km langen Aufschluss westlich entlang der Bristol Range, Highland Range, Chief Range, Burnt Spring Range und den Delamar Mountains im Lincoln County, Nevada. In der West USA ist die Pioche Formation einer der Fossil reichsten Aufschlüsse für den unteren und mittleren Kambrium.

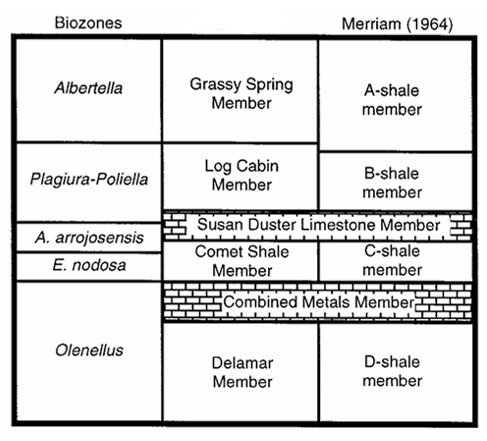
Aufbau der Pioche Formation

Die Pioche-Formation besteht aus insgesamt sechs Einheiten. Für die Lagerstätte Ruin Wash sind nur zwei Einheiten von Bedeutung, da diese den Übergang vom unteren ins mittlere Kambrium darstellt. In dieser Zeit kam es zum Aussterben der Trilobiten der Familie Olenellidea (Olenellus Zone). Die Combined Metals-Einheit besteht aus heterogenen, überwiegend dunklen Kalksteinen mit einer Mächtigkeit von etwa 30 m, die Stratigraphisch zum unteren Kambrium (Stufe Dyelan) gehören. Über dieser Einheit befindet sich die Comet Shale-Einheit (informell: C-Shale), welche homogene, bräunliche Tonschiefer mit einer ähnlichen Mächtigkeit aufweisen die zum mittleren Kambrium angehören (Stufe Delmaran). An der Basis der Einheit findet man dünne schluffige Linsen und an der oberen Kante bioklastische Kalksteine. Der Kontakt zwischen den beiden Einheiten ist diachron und wird von Süden nach Norden jünger.

### Entstehungsgeschichte
Geologisch liegt die Ruin Wash Lagerstätte im südlichen Teil des Großen Beckens (engl. Great Basin). Das Große Becken formte sich entlang des westlichen Randes des Präkambrischen Laurentia beginnend im Neoproterozoikum bis in den unteren Kambrium. Das Becken entstand durch aufeinanderfolgende Akkretion Episoden um einen Archaischen Kontinentalkern.
Die Sedimente im Ruin Wash weisen auf eine Akkumulation in einem Off-Shore mit einer niedrig energetischen Umgebung unter der Sturmlevelbasis hin. Im Zeitalter des Dyeran (unteres Kambrium) stieg der Grundwasserspiegel generell an, sodass das Große Becken in größten Teilen vollständig überflutet war bis zum Ende des unteren Kambriums. Die Ruin Wash Lagerstätte wird als gestapelte Serie von distal Tempestiten interpretiert.
Die große Menge an Fossilien vom Trilobiten Olenelloid im Bereich der Grenze vom Dyeran zum Delmaran liegt am Aussterben der Gattung. Dieses Aussterben geht einher mit der negativen Anomalie der δ13C Werte, welche in den Sedimenteinheiten der Pioche-Formation nachgewiesen werden kann. Diese Anomalie führte vermutlich zu einer Verbreitung von anoxischen Bedingungen in karbonatischen Flachwassergebieten (Laurentia) und schließlich zum Aussterben dieser Gattung.

### Datierung
Die Ruin Wash Lagerstätte wird dem oberen Dyeran zugewiesen und gehört somit chronostatigraphisch dem Kambrium, Serie 2 an. Diese ist mit einem Alter von etwa 516-513 Millionen Jahre datiert.

## Taphonomie
Die Fossile in der Ruin Wash Lagerstätte sind in einem außergewöhnlich guten Zustand erhalten. In näherer Umgebung sind diese im Vergleich meist disartikuliert oder kaum erkennbar. Deswegen spricht man auch hier von einer Konservatlagerstätte mit einer großen Menge an Fossilien (Konzentratlagerstätte).
In der Dyeran Schicht sind artikulierte Trilobiten (Arthropoda) und nicht mineralisierte Wirbellose meist anzutreffen. Die Trilobiten können ein feines Ornament eines Exoskelettes besitzen. Andere Arten können auch durch ein Mineralersatz als Calcit oder Chlorit in Kalksteinen gut konserviert werden. Trilobiten in Karbonat Knollen, welche seltener vorkommen, werden durch Siliziumdioxid ersetzt und können in exzellenter drei-dimensionaler Form erhalten bleiben. Die Begründung für die gute Erhaltung der Fossile ist die schnelle Sedimentation und Verdichtung der Sedimente im Großen Becken.

## Funde
Olenelloid Trilobiten in der Ruin Wash Lagerstätte können in sechs Spezies unterteilt werden. Diese sind im gesamten Großen Becken vorhanden, jedoch nur im Ruin Wash sind diese gut erhalten. Alle Arten kommen stratigraphisch unterhalb der Basis der Lagerstätte vor.
| Gattung                    | Ordnung       | Bild |
| -------------------------- | ------------- | ---- |
| Olenellus gilberti         | Redlichiida   |      |
| Olenellus fowleri          | Redlichiida   |      |
| Olenellus chiefensis       | Redlichiida   |      |
| Olenellus terminatus       | Redlichiida   |      |
| Nephrolenellus geniculatus | Redlichiida   |      |
| Bolbolenellus brevispinus  | Redlichiida   |      |
| Olenellus sp.              | Redlichiida   |      |
| Zacanthopsis               | Corynexochida |      |
| Brevibelus breviformis     | Belemnitida   |      |

## Forschungsgeschichte

### Publikationen
Trilobiten in der Pioche Formation wurden individuell beschrieben in den Publikationen von Meek (White 1874), White (1877), Walcott (1886, 1910), Palmer (1957), Palmer und Halley (1979). Eine vorläufige Auflistung der Arten wurde von Palmer in Merriam (1964) veröffentlicht.
- Lithostratigraphie und Biostratigraphie: Palmer (1998), Sundberg & McCollum (2000) und Lieberman (2003)
- Taphonomie: Webster, Gaines & Hughes (2008) und Moore & Liebermann (2009)